# Ardengost
Ardengost település Franciaországban, Hautes-Pyrénées megyében. Lakosainak száma 12 fő (2022. január 1.). Ardengost Ferrère, Fréchet-Aure, Jézeau, Sarrancolin és Beyrède-Jumet-Camous községekkel határos.

## Népesség
A település népességének változása:
| Lakosok száma | 11   | 11   | 12   | 13   | 13   | 13   | 12   | 12   | 12   |
|               | 2013 | 2015 | 2016 | 2017 | 2018 | 2019 | 2020 | 2021 | 2022 |